# Рубленки
Ру́бленки (рос. Рубленки) — присілок у складі Юр'янського району Кіровської області, Росія. Входить до складу Загарського сільського поселення.
Населення становить 44 особи (2010, 68 у 2002).
Національний склад станом на 2002 рік — росіяни 81 %.